# Blair Adam
Blair Adam ist eine Villa nahe der schottischen Ortschaft Kelty in der Council Area Perth and Kinross. 1971 wurde das Bauwerk in die schottischen Denkmallisten zunächst in der Kategorie B aufgenommen. Die Hochstufung in die höchste Denkmalkategorie A erfolgte 1998. 1987 wurden die Außenanlagen in das Inventory of Gardens and Designed Landscapes in Scotland aufgenommen.

## Geschichte
Die Geschichte der Villa ist mit der Architektenfamilie Adam verbunden. Es war William Adam, der das Anwesen Blair Crambeth im Jahre 1731 von den Colvilles of Cleish erwarb. Blair Adam wurde 1733 ursprünglich als Behausung des Gutsverwalters errichtet. Jedoch nutzten sowohl William Adam als auch später John Adam und William Adam of Blair Adam die Villa regelmäßig. Letzter gab dem Anwesen seinen heutigen Namen. Die Adams fungierten als Lairds von Blair Adam. Im Laufe der Jahrhunderte wurde das Gebäude überarbeitet und erweitert.

## Beschreibung
Blair Adam steht weitgehend isoliert rund zwei Kilometer nordwestlich von Kelty. Die M90 verläuft rund 500 Meter östlich. Die zweistöckige Villa ist schlicht ausgestaltet. Die südexponierte Hauptfassade ist fünf Achsen weit. Der zentral heraustretende Eingangsbereich schließt mit einem Dreiecksgiebel. Die anschließenden einstöckigen Flügel wurden im Laufe der Jahre stark überarbeitet. Die Fassaden von Blair Adam sind mit Harl verputzt. Die Dächer sind mit Schiefer eingedeckt. Die rückwärtigen Flügel stammen von John und William Adam of Blair Adam.